# 宮下裕治
宮下 裕治（みやした ゆうじ、1975年5月6日 - ）は、日本の元俳優。東京都生まれ。神奈川県出身。

## 来歴・人物
5万2005名が参加し、2000年に全国規模で開催された新人オーディション「21世紀の裕次郎を探せ!」で石原まき子賞（選考段階において、石原まき子の提案により急遽追加された）を受賞し、芸能界入り。
身長182cm、体重68kg、O型、特技は乗馬・殺陣・空手2段・居合2段。石原プロモーション若手6人の中では最年長。
徹子の部屋出演時には『軍団のお笑い担当』と紹介される。
2021年1月の石原プロモーションの事実上解散に伴い、2020年8月31日で石原プロを脱退、俳優業を引退した。

## 出演

### テレビドラマ
NHK
- 新宿鮫-氷舞-（2002年4月29日 - 5月2日、BSハイビジョン） - 宮下巡査 役
- 土曜ドラマ「新マチベン〜オトナの出番」第1話・2話（2007年6月30日・7月7日） - 大富弁護士 役
- 土曜時代劇「隠密八百八町」第7話・8話（2011年2月19日・26日） - 米倉昌寿 役
- 坂の上の雲 第3部（2011年12月4日 - 25日） - 長谷川清 役
- 連続テレビ小説「純と愛」 第8週（2012年11月19日 - 24日） - 新郎 役
- クロスロード（2016年2月25日 - 3月31日、BSプレミアム） - 野々山春雄 役

日本テレビ
- 金曜特別ロードショー「刑事」（2000年12月8日） - 北原裕 役
- 金曜ロードショー「太陽にほえろ!2001」（2001年11月30日） - 北原裕 役
- 華麗なるスパイ 第7話・8話（2009年9月5日・12日） - スコーピオン 役

TBS
- 渡る世間は鬼ばかり 第5-7シリーズ（2001年3月 - 2005年3月） - 城代正則 役
- 月曜ミステリー劇場 スクープ（2002年10月14日） - 倉田 役
- パパとムスメの7日間 （2007年7月1日 - 8月19日） - 三船渉 役
- 水戸黄門 （C.A.L）
  - 第38部 第11話「にわか侍一直線!・郡上八幡」（2008年3月17日） - 原田吉之助 役
  - 第41部 第6話「若殿守った鰻屋小町!・浜松」（2010年5月17日） - 津山藩主・森長成 役
- 月曜ゴールデン
  - 警部・柘植京介（2010年9月13日） - 辰巳晃司 役
  - 十津川警部シリーズ50 消えたタンカー（2013年9月9日） - 赤松淳一 役
  - 山岳刑事2（2013年10月28日） - 吉田刑事 役
  - おふくろ先生の診療日記6（2013年11月4日） - 長沼 役
  - 捜査指揮官 水城さや2（2014年1月6日） - 小宮啓介 役

フジテレビ
- 優しい時間 第8話（2005年3月3日） - スキー客 役
- 硫黄島〜戦場の郵便配達〜（2006年12月9日）
- 赤い霊柩車シリーズ
  - 金曜プレステージ「赤い霊柩車24 死者からの贈り物」（2009年6月5日） - 若木太郎　医師 役
  - 「赤い霊柩車30 龍野武者行列殺人事件」（2012年9月28日、10月5日） - 余木公一郎　役
  - 金曜プレミアム「赤い霊柩車37　猫を抱いた死体」（2018年11月16日） ‐ 森岡道夫　役
- 金曜プレステージ「ヤバい検事 矢場健〜ヤバケンの暴走捜査〜」（2012年2月24日） - 佐久間実 役

テレビ朝日
- スペシャルドラマ「弟」（2004年11月17日 - 21日） - 長門裕之 役
- おみやさん 第4シリーズ 第4話（2005年5月12日） - 長森稔 役
- 倉本聰ドラマスペシャル祇園囃子（2005年9月24日）
- ティッシュ（2007年4月21日 - 6月16日） - 北山信弘 役
- 天と地と（2008年1月6日） - 秋山源蔵 役
- 氷の華（2008年9月6日・7日）
- 土曜ワイド劇場
  - 「温泉 (秘) 大作戦12」（2013年1月12日、朝日放送） - 佐野政喜 役
  - 「デパート仕掛け人!天王寺珠美の殺人推理8」（2015年3月21日、朝日放送） - 水嶋成樹 役

テレビ東京
- 新春ワイド時代劇「忠臣蔵〜その義その愛」（2012年1月2日） - 神崎与五郎 役

WOWOW
- ドラマW「イヴの贈り物」（2007年8月5日）

### 映画
- レディ・ジョーカー（2004年） - 物井清二(青年期)役
- 俺は、君のためにこそ死ににいく（2007年） - 石倉役
- はやぶさ 遥かなる帰還（2012年）

### CM
- スズキ スペーシアカスタム（2013年・舘ひろし、徳重聡、金児憲史と共演）